# Phymorhynchus hyfifluxi
Phymorhynchus hyfifluxi é uma espécie de gastrópode do gênero Phymorhynchus, pertencente a família Raphitomidae.